# 吉谷桂子
吉谷桂子（よしや けいこ、1955年12月25日 - ）は、日本の園芸研究家、ガーデンデザイナー。

## 経歴
1955年12月25日、東京都新宿区生まれ。日本大学芸術学部美術学科ヴィジュアルデザイン科卒。広告美術デザイナーを経て1992年にイギリスに渡る。帰国後、イギリスでの滞在経験を生かし、園芸関係の分野でデザイン、著作などを行う。

## 著書
- 英国ガーデン日記　東京書籍 (1996/11/1)
- 吉谷桂子のガーデニングスタイル―庭と花のある暮らし (Gakken interior mook―暮らしの本)　学研 (1997/3/1)
- 英国キッチンガーデンの楽しみ (LEE リビングムック)　集英社 (1998/4/20)
- 吉谷桂子さんの花と暮らすセンス・ブック (Gakken Mook DOカルチャー・シリーズ 1) 　学研プラス (1999/6/1)
- 吉谷桂子のガーデニングスタイル―英国に暮らして (Gakken garden book)　学研プラス (2000/9/1)
- 吉谷桂子のガーデンライフ12カ月―イギリスからの贈り物　学研プラス (2000/12/1)
- 吉谷桂子の庭からの贈り物―植物を暮らしに生かす55のアイデア　日本放送出版協会 (2002/11/1)
- イギリス的優雅な貧乏暮らしの楽しみ　共著：吉谷博光(集英社be文庫)　集英社 (2003/10/17)
- 吉谷桂子のコンテナガーデン―寄せ植え作りに夢中! (主婦の友生活シリーズ)　主婦の友社 (2005/10/1)
- 吉谷桂子のガーデニングワールド (主婦の友生活シリーズ)　主婦の友社 (2008/2/28)
- 花に囲まれて暮らす家 イギリスに住んで考えた家づくり　共著：吉谷博光　集英社 (2008/6/26)
- 吉谷桂子の小さな庭のためのガーデニング術―1坪でもOK! (ベネッセ・ムック BISES BOOKS)　ベネッセコーポレーション (2010/11/16)
- 寄せ植えの作り方・飾り方―簡単にできて長く楽しめるおしゃれなコンテナ125パターン (主婦の友新実用BOOKS)　主婦の友社 (2011/3/9)
- これからの暮らし方　門倉多仁亜　他　エクスナレッジ (2013/11/21)
- 庭の色　主婦の友社 (2015/5/11)
- 暮らしの寄せ植え　主婦の友社 (2016/4/13)
- 花の楽しみ 育て方飾り方　主婦の友社 (2018/5/16)
- ナチュラルガーデンをつくる宿根草（NHK趣味の園芸）

## 設計・デザイン
- 東京ミッドタウン内　レストランボタニカ
- 箱根★サン＝テグジュペリ 星の王子さまミュージアム：ヨーロピアンガーデン庭園